# 阿杰迪尔
阿杰迪尔（阿拉伯语：أجدير，柏柏尔语：ⴰⵊⴷⵉⵔ,法语：Ajdir）是摩洛哥北部胡塞馬省的一座城市，共有5,314位居民。它也是柏柏尔反抗者阿卜杜·克里姆的诞生地。
1921年，阿杰迪尔成为里夫共和国的首都，但是在1926年5月27日法國和西班牙在里夫战争獲勝以後，共和国被解散。